# Zadig
För andra betydelser, se Zadig (olika betydelser).

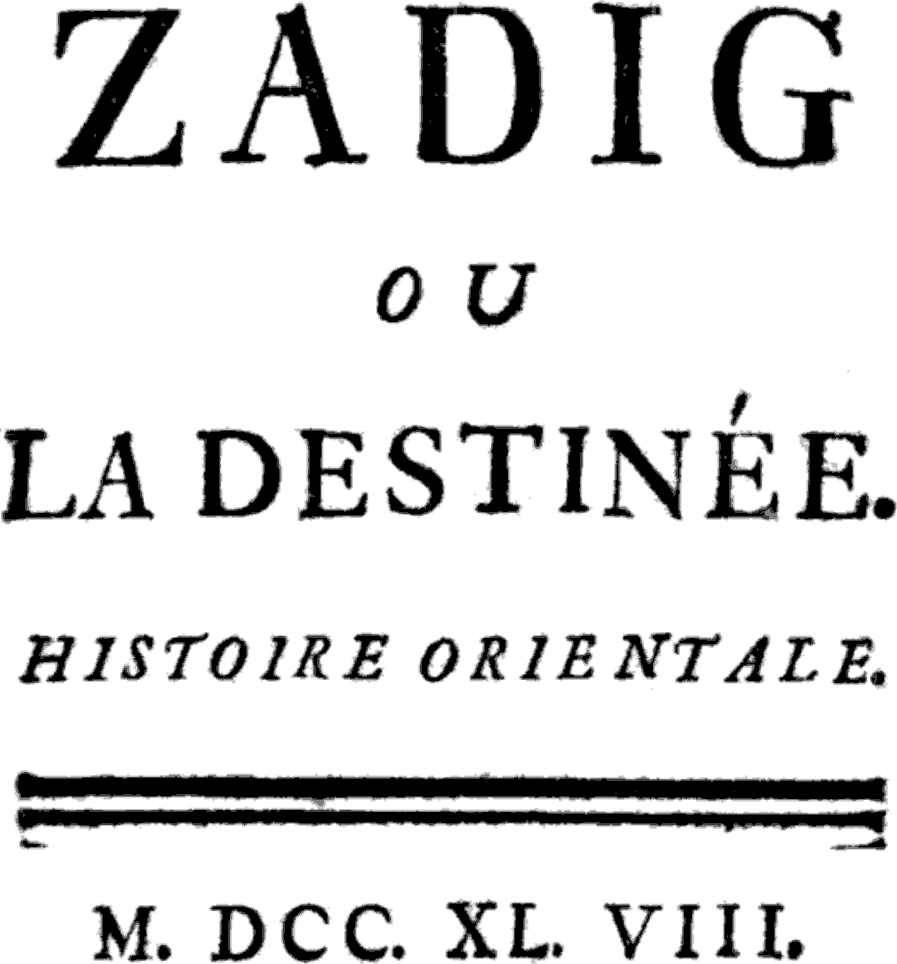
Försättsblad till originalupplagan.

Zadig (Zadig ou la Destinée) är en roman av Voltaire, utgiven 1748, i filosofisk form, som handlar om livet i ödets händer, bortom vår kontroll. Det är ett tidigt verk av Voltaire, utgivet innan han föll ur hovets gunst. Få betraktar det som bättre än hans mer kända verk Candide. Den handlar om Zadig, en zoroastrisk filosof i antikens Babylonien. Romanen försöker inte vara historiskt korrekt och några av de problem Zadig möter refererar till problem under Voltaires tid.  